# Слушкињина прича (ТВ серија)
Слушкињина прича (енгл. The Handmaid’s Tale) америчка је телевизијска серија коју је створио Брус Милер по истоименом роману канадске књижевнице Маргарет Атвуд. Радња серије се одвија у алтернативној садашњости након Другог америчког грађанског рата у којој су жене, зване слушкиње, присиљене на сексуално и порођајно ропство у новоствореној држави Гилеаду.
Премијера је приказана 26. априла 2017. и емитована је до 27. маја 2025. Серија је добила изузетно позитивне рецензије критичара и освојила је 8 награда Еми за ударне термине од укупно 13 номинација. Освојила је и Златне глобусе за најбољу телевизијску серију и најбољу глумицу (Елизабет Мос). У септембру 2019. објављено је да Hulu and MGM припремају наставак по роману Сведочанства (2019).

## Радња
Радња се одвија у алтернативној стварности у тоталитарном, теократском и мизогином друштву. На подручју бивших Сједињених Америчких Држава уништених у новом грађанском рату, власт преузима хршћанско-теократска влада Гилеад. Друштво организују лидери који воде моћ по новом хијерархијском режиму фанатизма и новонасталих друштвених класа, у којима су жене брутално подређене и према закону не могу радити, поседовати имовину, руковати новцем или читати. Због глобалне неплодности, преостале плодне жене у Гилеаду, зване слушкиње, распоређене су у домове владајуће елите (заповедника) где морају да поднесу ритуално силовање својих господара како би остале трудне.
Жене су подељене у мале социјалне категорије, од којих свака означава сличну стилизовану хаљину у специфичној боји: Слушкиње носе црвене, Марта (које су куварице) носе зелене, а жене (од којих се очекује да воде своје домаћинство) носе плаво. Економије, жене ниже класе су нека врста мешавине свих ових категорија, носе сиве. Друга класа жена, тетке (које тренирају и надгледају слушкиње), носе браон. Поред тога, Очи су тајна полиција која надгледа опште становништво због знакова побуне, Ловци проналазе људе који покушавају да побегну из земље, а Џезебели су проститутке у тајним јавним кућама које посећује елитна владајућа класа.
Џун Озборн, са новим именом Фредова (Елизабет Мос), предата је гилеадском командант Фреду Вотерфорду (Џозеф Фајнс) и његовој супрузи Серени Џој (Ивон Страховски). Фредова мора да поштује строга правила и стално је надгледају - неадекватан одговор или прекршај може довести до бруталне казне. Фредова се често сећа свог живота пре тоталитаризма када је имала мужа Лука, ћерку Хану и посао, док је сада једино у стању да прати правила Гилеада и нада се да ће поново живети слободно и вратити се својој ћерки. Но, она одбија да слепо прати правила и започиње своју борбу за слободу себе, Хане и осталих заробљеника нове власти.

## Улоге
- Елизабет Мос као Џун Осборн/Фредова, жена која је заробљена приликом покушаја бежања у Канаду са супругом Луком и ћерком Ханом.
- Џозеф Фајнс као Заповедник Фред Вотерфорд, високи владин службеник и Џунин газда. И он и његова супруга су учествовали у оснивању Гилеада.
- Ивон Страховски као Серена Џој Вотерфорд, Фредова супруга. Прихватила је своју нову улогу у друштву које је помогла створити.
- Алексис Бледел као Емили/Гленова 1, Џунин партнер за куповину. Гленова има супругу и сина, а пре Гилеада је предавала биологију на универзитету.
- Мадлин Бруер као Џанин/Воренова, ископано јој је десно око као вид кажњавања за непослушност. У Гилеаду, она постаје ментално нестабилна и често се понаша детињасто.
- Ан Дауд као тетка Лидија, жена задужена за надгледање слушкиња у њиховом образовању и дужностима. Она физички кажњава слушкиње, али такође и брине о њиховим оптужбама и дубоко верује у мисију Гилеада.
- О. Т. Фаџбен као Лук Банкол, Џунин муж пре Гилеада. Џун верује да је он убијен, али касније је откривено да је Лука успео побећи у Канаду.
- Макс Мингхел као Ник Блејн, возач заповедника Фреда Вотерфорда и бивши дрифтер из Мичигена који гаји осећања према Џун. Џун и Ник развијају интимну везу, која се завршава након што он постане заповедник и оде на мисију у Чикаго.
- Самира Вилеј као Моира, Џунина најбоља пријатељица од факултета. Она је већ у Црвеном центру када Џун улази на слушкињин тренинг, али исто налази начин да побегне у Канаду и састаје се са Луком.
- Ева Кардиин као Наоми Путнам, команданта Ворена Путнам жена.
- Кристен Гутоски као Бет, Марта у Џезебел.
- Тативан Џонс као Офглен #2, замењује Емили, након што је Емили кажњена.

## Епизоде
| Сезона | Сезона | Епизоде | Епизоде | Оригинално емитовање | Оригинално емитовање |
| Сезона | Сезона | Епизоде | Епизоде | Премијера            | Финале               |
| ------ | ------ | ------- | ------- | -------------------- | -------------------- |
|        | 1.     | 10      | 10      | 26. април 2017.      | 14. јун 2017.        |
|        | 2.     | 13      | 13      | 25. април 2018.      | 11. јул 2018.        |
|        | 3.     | 13      | 13      | 5. јун 2019.         | 14. август 2019.     |
|        | 4.     | 10      | 10      | 27. април 2021.      | 16. јун 2021.        |
|        | 5.     | 10      | 10      | 14. септембар 2022.  | 9. новембар 2022.    |
|        | 6.     | 10      | 10      | 8. април 2025.       | 27. мај 2025.        |